# Robert Nisbet-Hamilton
Robert Adam Nisbet-Hamilton (1804 - 9 juin 1877), connu sous les noms de Robert Dundas jusqu'en 1835 et de Robert Christopher entre 1835 et 1855, est un homme politique du parti conservateur britannique. Il est chancelier du duché de Lancastre sous le comte de Derby entre mars et décembre 1852.

## Biographie
Né Robert Dundas, il est le fils aîné de Philip Dundas (c.1763-1807, le quatrième fils de Robert Dundas d'Arniston) et Margaret (fille de John Wedderburn de Ballendean (en) (1729-1803) et sœur de Sir David Wedderburn, 7e baronnet (1775–1858)  .
Il prend le nom de Christopher au lieu de son patronyme en 1835 lorsque son épouse, Lady Mary Bruce, hérite des domaines de Christopher à Bloxholm et Wellvale, dans le Lincolnshire. En 1855, il prend le nom de famille Nisbet-Hamilton au lieu de Christopher après que son épouse ait hérité des domaines Nisbet-Hamilton en Écosse, dont Dirleton Castle et Archerfield House .

## Carrière politique
Il est élu au Parlement pour Ipswich en 1827, poste qu'il occupe jusqu'en 1831 et de nouveau brièvement en 1835 . Il représente Édimbourg entre 1831 et 1832  et le North Lincolnshire entre 1837 et 1857 . Lorsque les conservateurs arrivent au pouvoir sous le comte de Derby en 1852, il est nommé Chancelier du duché de Lancastre et admis au Conseil privé. Il demeure chancelier du duché de Lancastre jusqu'à la chute du gouvernement en décembre 1852.
En 1833, il est élu membre de la Royal Society .

## Famille
Il épouse Lady Mary, fille du général Thomas Bruce (7e comte d'Elgin) et Mary, fille et héritière de William Hamilton Nisbet, en 1828 ,,. Ils ont eu une fille. Nisbet-Hamilton mourut en juin 1877, Lady Mary lui survécut six ans et mourut en décembre 1883 .